# برهان (فلم)
برهان (بالإنجليزية: Proof) هو فيلم من إخراج الأسترالية جوكلين مورهوس، وقد تم إصداره سنة 1991 رفقة كل من هوغو ويفنغ وراسل كرو.

## قصة الفيلم
مارتن هو شاب أعمى يقضي جل أوقاته في التقاط صور فوتوغرافية ثم يطلب من أشخاص مجهولين يلتقيهم عن طريق الصدفة بوصف تلك الصور له؛ يلتقي مارتن بشاب آخر يدعى آندي فتتطور علاقتهما لتصبح فيما بعد علاقة صداقة قوية.
صديقة مارتن والمدعوة سيليا، تأخذ حذرها من صداقة آندي، حيث تحاول إبعاد هذا الأخير عنه، مستعملة في ذلك كل الطرق، حيث توهم مارتن أن صديقه يحاول سرقته لا غير. في النهاية يفهم آندي أن سيليا تحب وتعشق مارتن وتريد أن تكمل حياتها معه وحدها دون تذخل من هذا أو ذاك، لذلك يقرر الانسحاب من حياتهما معا.

## الإنتاج
استغرق الفيلم 4 سنوات من أجل إنهاء تصويره، وذلك بداية من أول سكريبت إلى نهاية الفيلم.

## بطاقة تقنية
- المخرج: جوكلين مورهوس
- كاتب السيناريو: جوكلين مورهوس مقتبسة ذلك من رواية لروزالي هام
- مدير التصوير: مارتن إم سي جرات

## طاقم التمثيل
| اسم الممثل    | الاسم الأصلي     | الدور                                   |
| ------------- | ---------------- | --------------------------------------- |
| هوغو ويفنغ    | Hugo Weaving     | مارتن (البطل)                           |
| راسل كرو      | Russell Crowe    | آندي (الصديق المقرب للشاب الأعمى مارتن) |
| جينيفيف بيكوت | Geneviève Picot  | سيليا (صديقة البطل مارتن)               |
| هيذر ميتشال   | Heather Mitchell | والدة مارتن                             |
| جيفري والكر   | Jeffrey Walker   | مارتن وهو صغير                          |
| دانيال بولوك  | Daniel Pollock   | شخص عادي                                |
| فرانكي هولدن  | Frankie Holden   | بريان                                   |
| ساسكيا بوست   | Saskia Post      | النادلة                                 |
| بيليندا دافاي | Belinda Davey    | الطبيبة                                 |

## الجوائز
| السنة | المهرجان                          | الجائزة |
| ----- | --------------------------------- | --- |
| 1991  | مهرجان كان السينمائي              | الكاميرا الذهبية |
| 1991  | جوائز أكتا                        | حصل الفيلم على العديد من الجوائز في هذا المهرجان: - جائزة أفضل مونتاج - جائزة أفضل دور رجالي - جائزة أفضل سيناريو - جائزة أفضل إخراج - جائزة أفضل فيلم |
| 1991  | مهرجان ساو باولو السينمائي الدولي | جائزة أفضل فيلم |
| 1991  | مهرجان طوكيو السينمائي الدولي     | جائزة أفضل فيلم |

## روابط خارجية
- مقالات تستعمل روابط فنية بلا صلة مع ويكي بيانات